# Palazzo Zapata (Barumini)

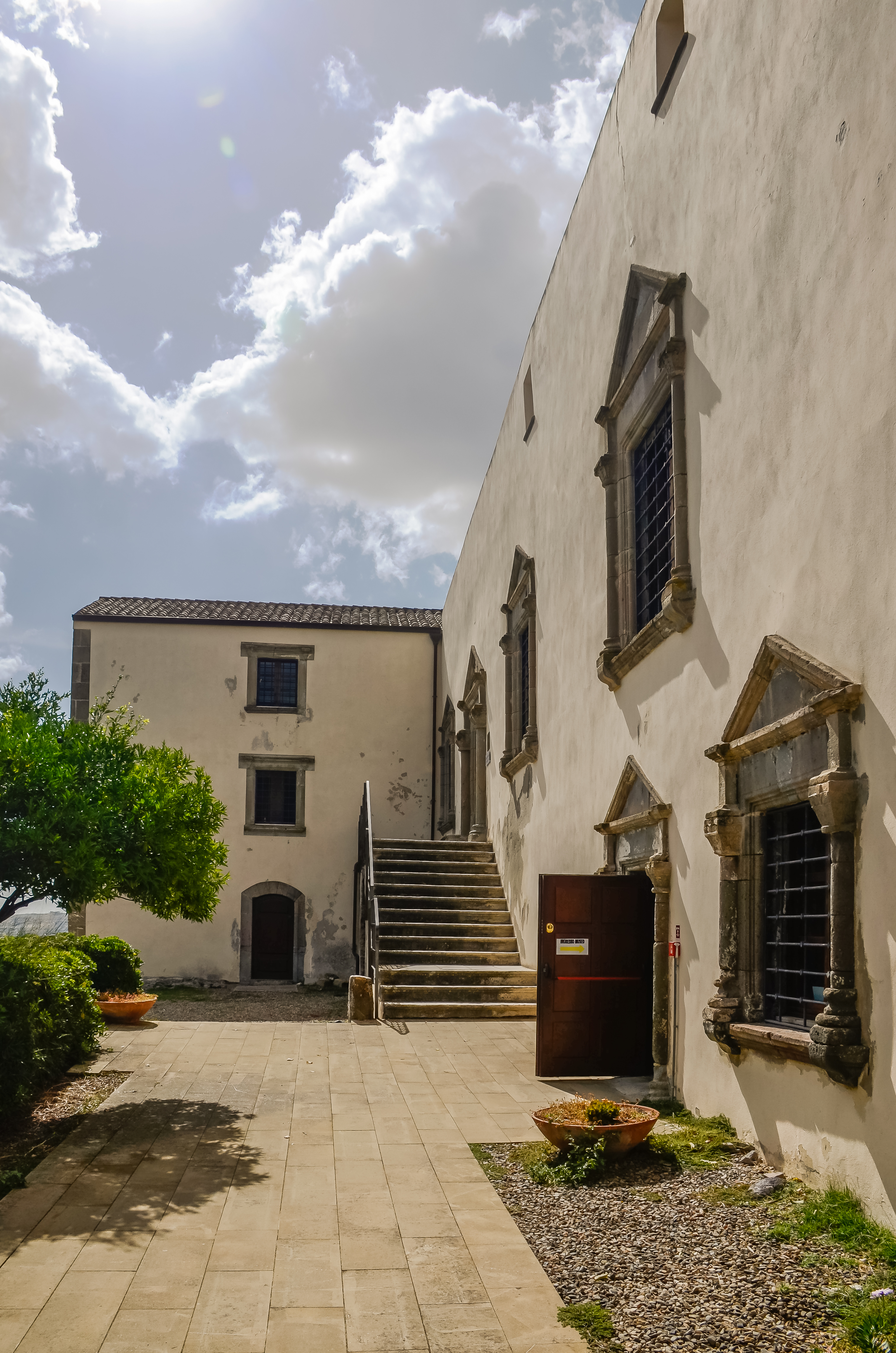
Palazzo Zapata

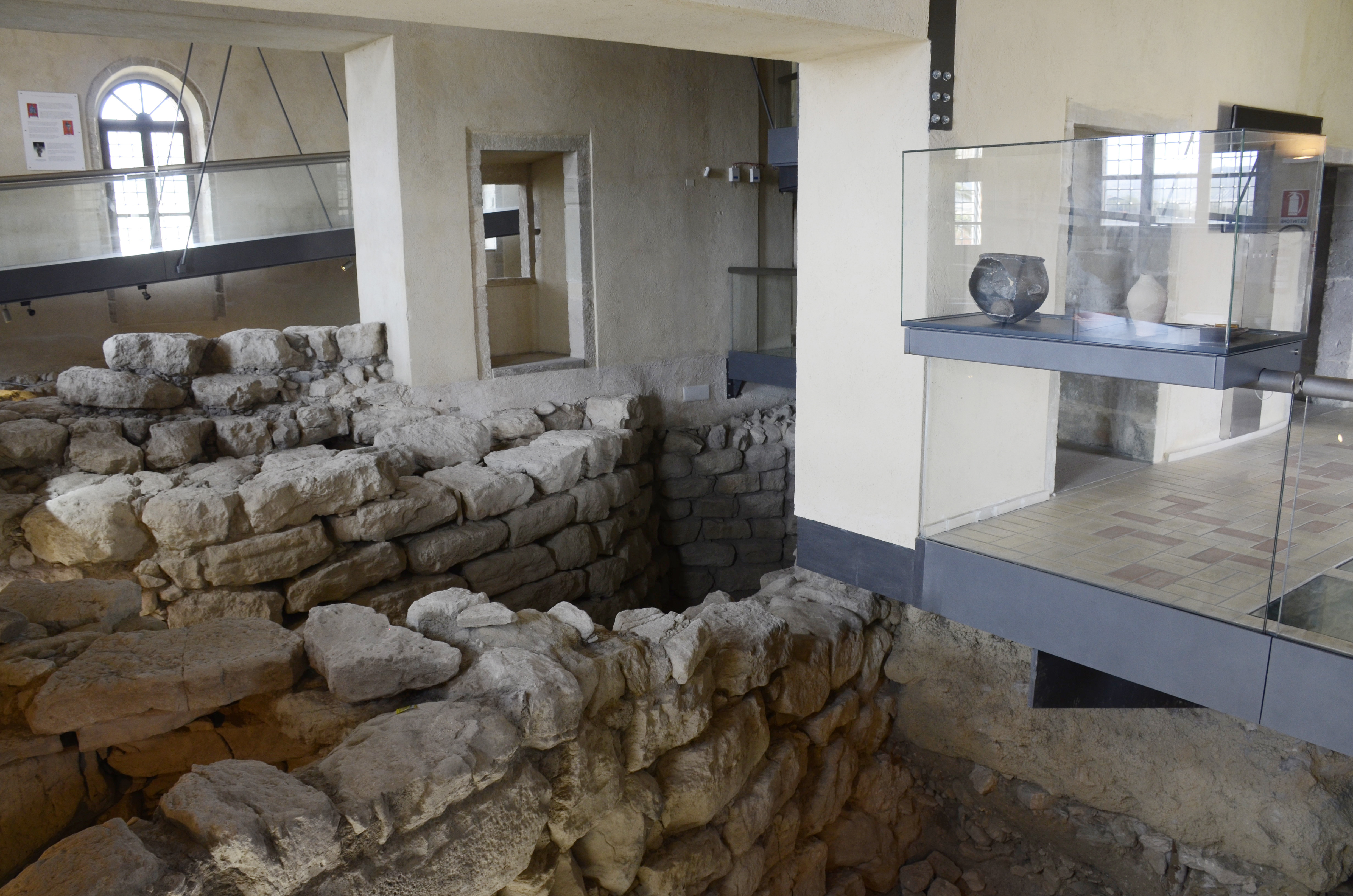
Interiore

Il palazzo Zapata è un edificio gentilizio che si trova a Barumini. Antica sede dei marchesi, dal 2006 ospita il polo espositivo di Barumini. È suddiviso in tre sezioni: una archeologica, una storica ed una etnografica.

## Storia
Il palazzo venne edificato nei primi anni del XVII secolo nel punto più alto del paese, dalla famiglia gentilizia spagnola degli Zapata, poco dopo l'istituzione della loro sede baronale a Barumini.
Negli anni novanta del secolo scorso durante lavori di restauro del palazzo si è scoperto che il palazzo Zapata fu edificato sopra i resti ben conservati di un insediamento nuragico che l'archeologo Giovanni Lilliu, in quanto situato in prossimità della chiesa parrocchiale, ha denominato  Nuraxi 'e Cresia.
Grazie ad un progetto di restauro architettonico di grande impatto scenografico elaborato dall'architetto Pietro Reali, sia il palazzo baronale che il sottostante nuraghe, opportunamente riportato alla luce, sono diventati sede di un complesso museale (denominato Museo Casa Zapata), inaugurato il 29 luglio 2006.